# Gustow
Gustow est une commune sur l'île de Rügen, dans l'arrondissement de Poméranie-Occidentale-Rügen, Land de Mecklembourg-Poméranie-Occidentale.

## Géographie
La commune se situe au sud-ouest de Rügen sur le Strelasund, le bras de mer qui sépare l'île du continent. La digue de Rügen (de) est à six km. Le waard (de) en face est rattaché à la commune.
La commune est composée des quartiers de Drigge, Gustow, Nesebanz, Prosnitz, Sissow et Warksow.

## Histoire
Le nom de la commune vient du slave "Gostov" qui signifie "lieu de Gost". En 1324, Wislaw III de Rügen vend une pension à une veuve de Barkenow qui revient en 1330 à l'abbaye de Bergen auf Rügen (de).
Une première église construite en 1250 est détruite par un incendie en 1677, une autre est élevée entre 1708 et 1734.
En 1510, on pose près de l'église une pierre d'expiation qui serait un souvenir de Thomas Norenberg, un prédicateur, assassiné par des paysans ivres.
Après les traités de Westphalie en 1648, Rügen fait partie de la Poméranie suédoise. Lors de la bataille de Warksow, elle est assurément une propriété après une incursion danoise. Rügen revient à la Prusse en 1815.
Les Suédois construisent un avant-poste à Prosnitz que les soldats napoléoniens transforment en fort.

## Source, notes et références
- (de) Cet article est partiellement ou en totalité issu de l’article de Wikipédia en allemand intitulé « Gustow » (voir la liste des auteurs).